# Andoain
Andoain (baskisch und offiziell; spanisch Andoáin) ist eine Stadt in der Provinz Gipuzkoa im spanischen Baskenland. Sie hat 14.563 Einwohner (Stand: 2024).

## Geografie
Andoain liegt im Oria-Tal, in der Nähe des Berges Belkoain. Die Stadt ist von mehreren Bergen umgeben: Buruntza (439 m), Belkoain (488 m), Aizkorri (598 m), Usobelartza (647 m) und Adarra (817 m) und der Fluss Oria fließt durch das Stadtzentrum. Die Gemeinde grenzt an die Gemeinden Aduna, Berastegi, Elduain, Lasarte-Oria, Donostia-San Sebastián, Urnieta, Amasa-Villabona und Zizurkil.

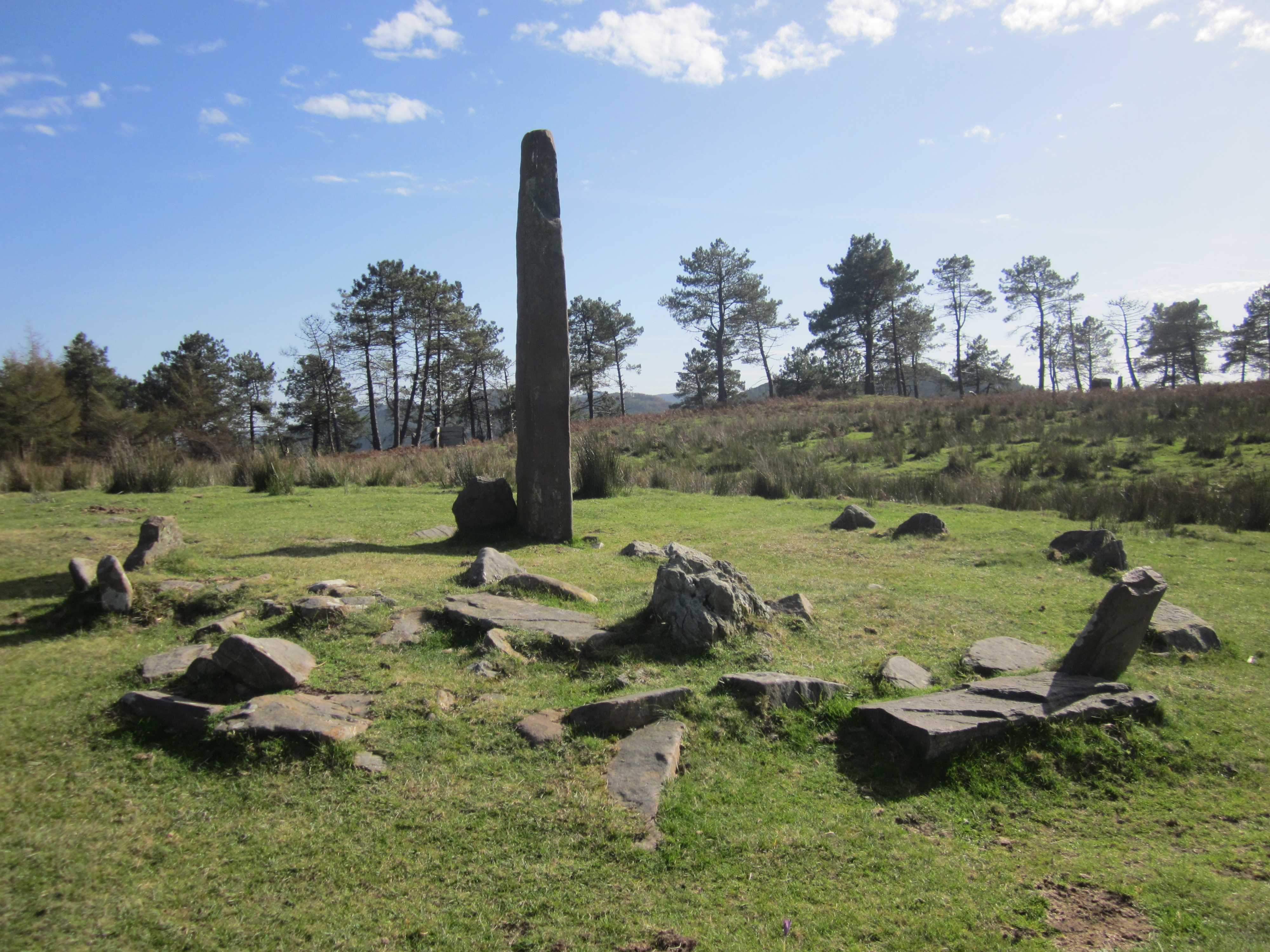
Eteneta-Menhir

Der Eteneta-Menhir (baskisch Etenetako Zutarria) ist ein stein- oder bronzezeitlicher Menhir ein paar hundert Meter östlich von Andoain südlich des Berges Adarramendi (kurz Adarra) befindet.

## Bevölkerungsentwicklung
| 1842  | 1900  | 1950  | 1981   | 1991   | 2001   | 2011   |
| ----- | ----- | ----- | ------ | ------ | ------ | ------ |
| 1.490 | 2.975 | 4.684 | 16.330 | 15.265 | 13.814 | 14.633 |

## Persönlichkeiten
- Cándida María de Jesús (1845–1912), Ordensschwester
- Pedro María Artola (* 1948), Fußballspieler
- Beatriz García (* 1970), Fußballspielerin
- Beñat Fernández (* 2007), Motorradrennfahrer